# 野田俊作

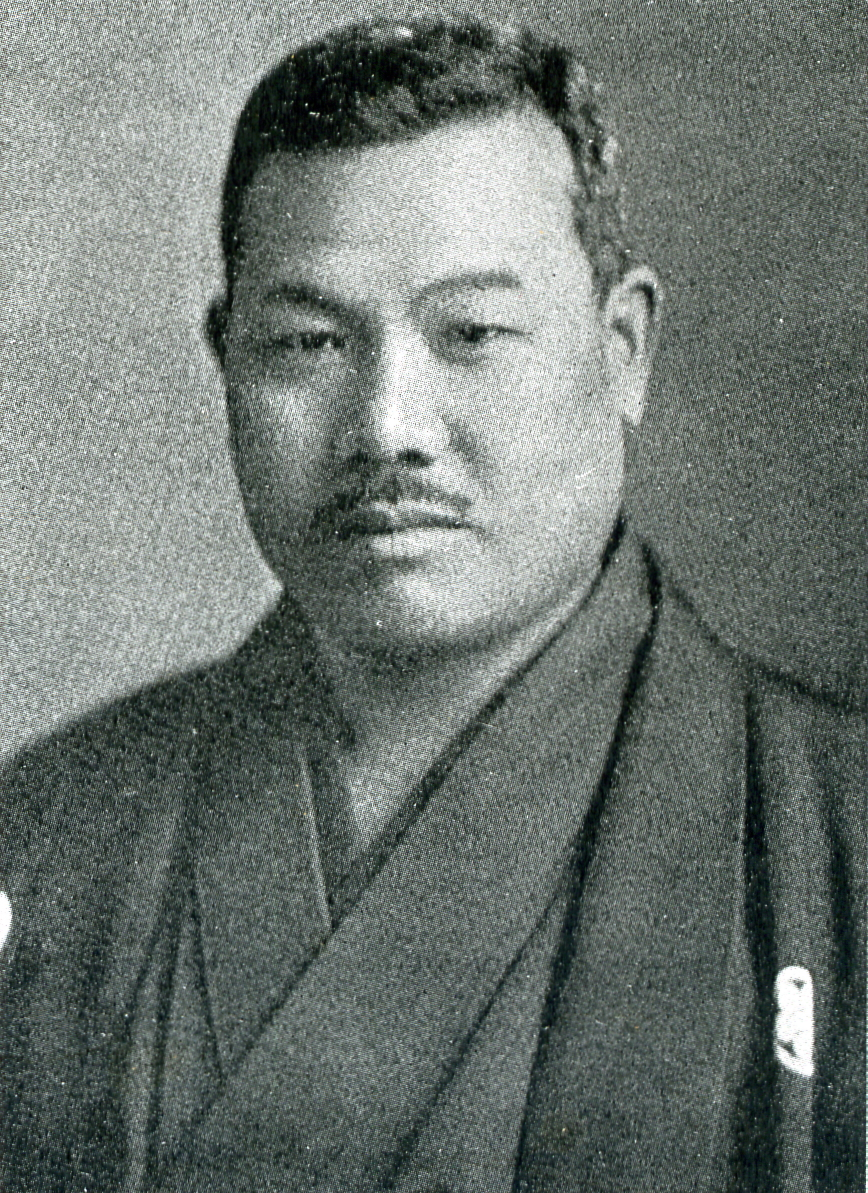
1932年（昭和7年）頃

野田 俊作（のだ しゅんさく、1888年（明治21年）5月14日 – 1968年（昭和43年）7月27日）は、日本の政治家、実業家。衆議院議員、貴族院議員、参議院議員、福岡県知事。

## 来歴・人物
福岡県出身。衆議院議員・野田卯太郎の長男として生まれる。1913年（大正2年）、東京帝国大学法科大学経済学科を卒業。南満洲鉄道に入社した。
1924年（大正13年）5月の第15回総選挙で千葉県第九区から政友会公認で出馬して初当選。1927年（昭和2年）に父が死去すると、翌年2月の第16回総選挙では父の地盤だった福岡県第三区から出馬し当選。以後1937年（昭和15年）4月の第20回総選挙まで連続6回の当選を果した。この間犬養内閣の鉄道参与官、鉄道会議議員、廣田内閣の司法政務次官、政友会総務などを歴任する。
1943年2月、経営不振に陥っていたプロ野球球団大洋軍（後の大洋ホエールズとは無関係）を西日本鉄道に移管する斡旋役を担った。
戦後は1946年（昭和21年）1月に福岡県の官選知事に就任し、同年10月まで在任。同年3月22日には貴族院勅選議員に勅任され、研究会に属して1947年（昭和22年）5月2日の貴族院廃止までこれを務めた。その他、朝鮮紡織・満州製麻・日本電報通信社の各取締役、西日本新聞社監査役などを歴任。
1947年（昭和22年）4月の第1回参院選では福岡県選挙区からに出馬し当選。その後、第3回参院選では緑風会から出馬して再選し、第5回参院選では自民党公認で出馬して三選、参議院議員を3期18年務め、その間参議院外務委員長を務めた。次の参院選へは出馬せずに政界を引退。1965年（昭和40年）春の叙勲で勲一等瑞宝章受章（勲三等からの昇叙）。その後は自民党相談役やテレビ西日本顧問などを務めた。1968年（昭和43年）7月27日、80歳で死去した。死没日をもって勲一等旭日大綬章追贈、正五位から正三位に叙される。

## 親族
- 妻 野田静（工学者・古市公威の娘）